# وتالا (اسطوره)
وتالا یا وتادا طبقه ای از موجودات در در اساطیر هندو است. آنها معمولاً به عنوان موجودات فراهنجار تعریف می‌شوند که گفته می‌شود در زمین‌های چارنل ساکن هستند. وتالاها با خون‌آشام‌ها قابل قیاس هستند. و از اجساد زنده شده برای حرکت استفاده می‌کنند.

## توصیف
در فرهنگ عامه هندو، وتالا یک روح شیطانی است که در گورستان‌ها بسیار تردد می‌کند و اجساد را تسخیر می‌کند. آنها نارضایتی خود را با آزار دادن انسان‌ها ابراز می‌کنند. وتالاها می‌توانند مردم را دیوانه کنند، کودکان را بکشند و باعث سقط جنین شوند؛ اما همچنین می‌توانند از روستاها نیز محافظت کنند.
آنها ارواح متخاصم مردگانی هستند که در «منطقه گرگ و میش» بین زندگی و زندگی پس از مرگ به دام افتاده‌اند. این موجودات را می‌توان با خواندن مانتراها دفع کرد و با انجام مراسم خاصی آنها را از وجود روحی خود رها کرد.
وتالاها تحت تأثیر قوانین مکان و زمان قرار ندارند و بنابراین دانش عجیبی در مورد گذشته، حال و آینده و بینش عمیقی نسبت به ماهیت انسان دارند. به همین علت است که بسیاری از جادوگران به دنبال دستگیری آنها و تبدیل آنها به برده هستند.